# 黄星 (解放军)
黄星，中国人民解放军少将。
毕业于西北师大附中、西北师范学院。后供职于中国人民解放军军事科学院，担任科研指导部部长、部党委书记、军事科学院党委常委，后升任少将。2015年1月，因涉嫌严重违纪，中央军委纪委对其立案调查。2015年2月，移送军事司法机关依法处理。据凤凰卫视援引消息人士，黄星被控诈骗100万元人民币，但这显然只是借口。黄星落马的真正原因是违反了军事纪律，涉嫌在2009年，缅甸东北果敢地区的叛军果敢同盟军对抗缅甸政府军时，泄漏国家机密给果敢叛军。军方的做法只是不希望如此难堪的事情公之于众。